# Proamytta reducta
Proamytta reducta är en insektsart som beskrevs av Max Beier 1965. Proamytta reducta ingår i släktet Proamytta och familjen vårtbitare. Inga underarter finns listade i Catalogue of Life.